# Искеле (район)
Искеле (тур. İskele İlçesi) — район частично признанной Турецкой Республики Северного Кипра, выделенный из северо-восточной части района Фамагуста.
Расположен на Карпасском полуострове, занимая основную его часть, почти со всех сторон омывается Средиземным морем, на юго-западе граничит с районом Газимагуса. Административным центром является Искеле. Также в состав района входит крупный посёлок Ризокарпасо (тур. Dipkarpaz) с самой крупной греческой общиной в ТРСК (около 250 греков-киприотов).
На территории района находится мыс апостола Андрея, являющийся крайней северной и восточной точкой Кипра, на котором расположен одноименный монастырь.
Численность населения района составляет 21 978 чел. на 2006 год, в том числе в городе Искеле — 3977 жителей.

## Населённые пункты
- Ешилькёй
- Зейбеккёй
- Сипахи
- Топчукёй